# 揖斐川町立北和中学校
揖斐川町立北和中学校（いびがわちょうりつ　ほくわちゅうがっこう）は、岐阜県揖斐郡揖斐川町にある公立中学校。

## 沿革
元々北和中学校は揖斐川町の一部（旧・北方村、大和村）が校区の中学校であったが、2007年（平成19年）に藤橋中学校を、2014年（平成26年）に久瀬中学校を、2022年（令和4年）に坂内小中学校を統合している。
- 1947年（昭和22年）4月 - 揖斐郡北方村と大和村とで学校組合を設立し、学校組合立北和中学校として開校。北方小学校及び大和小学校の校舎を仮校舎とする。
- 1951年（昭和26年） - 現在地に校舎が完成。
- 1955年（昭和30年）4月1日 - 揖斐町、北方村、大和村、清水村、小島村が合併し、揖斐川町が発足。同時に揖斐川町立北和中学校に改称する。
- 1969年（昭和44年） - 揖斐川中学校との統合が検討されたが、存続となる。
- 1974年（昭和49年） - 現在の校舎が完成する。
- 2004年（平成16年） - 岐阜県立揖斐高等学校とで連携型中高一貫教育を開始する。
- 2007年（平成19年）4月 - 藤橋中学校を統合する。
- 2014年（平成26年）4月 - 久瀬中学校を統合する。
- 2022年（令和4年）4月 - 揖斐川町立坂内小中学校を統合する。

## 通学区域[1]
- 極楽寺
- 上南方
- 若松
- 房島
- 大光寺（城裏）
- 北方
- 乙原
- 東津汲
- 小津
- 樫原
- 日坂
- 西津汲
- 外津汲
- 三倉
- 西横山
- 東横山
- 鶴見
- 東杉原

## 進学前小学校
- 北方小学校
- 大和小学校